# Ernst Christoph August von der Sahla
Ernst Christoph August von der Sahla (* 10. Dezember 1791 in Dresden; † 28. August 1815 in Paris) war ein deutscher Attentäter, der 1811 und 1815 die Ermordung Napoleon Bonapartes plante.

## Leben
Ernst Christoph August von der Sahla entstammte einem alten Adelsgeschlecht, dessen Sitz von der Mitte des 15. Jahrhunderts bis 1765 das Schloss Schönfeld war. Der Sohn des Rittergutsbesitzers Christoph August von der Sahla auf Ober- und Mittelsohland und dessen Frau Ernestine Gottlobe Philippine Sophie, geborene von Burgsdorff, wurde mit acht Jahren in die Erziehungsanstalt der Herrnhuter Brüdergemeine in Niesky aufgenommen. Wegen einer schweren Erkrankung wurde von der Sahla 1806 zu einem Kuraufenthalt nach Karlsbad geschickt, wo der Jugendliche Kontakt zu einem Geheimbund gegen Napoleon Bonaparte bekam. Ab 1809 studierte von der Sahla an der Universität Leipzig Rechtswissenschaften, Theologie, Geschichte und morgenländische Sprachen. Im Jahr darauf trat von der Sahla zum Katholizismus über und korrespondierte mit dem Dresdner Prediger Franz Varin, der ihm über schändliche Auswirkungen des Friedens von Posen berichtete. Von der Sahla fiel danach durch drohende Reden gegen Napoleon Bonaparte auf und nahm im Januar 1811 Schießübungen. In dieser Zeit nahm er Kredite auf und erwarb Schuss- und Stichwaffen.
Anfang Februar 1811 brach von der Sahla von Leipzig zu einer Bildungsreise nach Frankfurt am Main auf. Stattdessen verfolgte er das Ziel, in Paris an den Feiern zur Niederkunft von Marie-Louise von Österreich teilzunehmen und dabei Napoleon Bonaparte zu erschießen. Nachdem an der Universität Leipzig von der Sahlas Weiterreise nach Paris bekannt geworden war, äußerte die Universität ihren Verdacht, dass von der Sahla ein Attentat auf Napoleon Bonaparte plane, den sächsischen Behörden, die wiederum den französischen Polizeiminister Anne Jean Marie René Savary in Kenntnis setzten. Ende Februar 1811 wurde von der Sahla in Paris festgenommen und verhört. Dabei gestand er seine Tötungsabsicht und gab an, dass er von Friedrich Stapß begeistert, aus Dank über die Exkommunikation Napoleon Bonapartes durch Papst Pius VII. Katholik geworden sei und die Franzosenherrschaft beseitigen wolle. Wegen der politischen Brisanz der Attentatspläne eines aus dem befreundeten Königreich Sachsen stammenden Adligen wurde die Angelegenheit totgeschwiegen. Zudem hatte sich herausgestellt, dass von Sahlas Pläne in den politischen Salons in Sachsen nicht ganz unbekannt waren. Von der Sahla wurde daraufhin auf Anordnung Napoleons für verwirrt erklärt und zunächst im Schloss Vincennes, später im Schloss Saumur knapp drei Jahre als Irrer festgehalten. Nach dem Sturz Napoleons wurde von der Sahla im April 1814 durch den Zaren Alexander I. freigelassen.
Nach der Rückkehr Napoleons aus der Verbannung im März 1815 reiste von der Sahla erneut nach Frankreich, um den ihm zutiefst verhassten Kaiser zu töten. Seine erneuten Attentatspläne entgingen den französischen Behörden. Er lebte bis Anfang Juni 1815 unerkannt in Paris. Bei der Vorbereitung des Attentats verletzte sich von der Sahla bei einer Sprengstoffexplosion schwer und wurde daraufhin erneut verhaftet. Nach der Absetzung Napoleons wurde von der Sahla im Sommer 1815 wieder freigelassen. Er war zu dieser Zeit bereits ein gebrochener Mann. Im Anfang August 1815 unternahm der schwerkranke von der Sahla einen missglückten Suizidversuch, wenige Wochen später starb er an seiner zerrütteten Gesundheit.